# Бернард Лі
Бернард Лі (англ. Bernard Lee; 10 січня 1908 — 16 січня 1981) — англійський актор, відомий завдяки виконанню ролі М у 11-ти стрічках про Джеймса Бонда.

## Вибіркова фільмографія
- 1953: Осором диявола / Beat the Devil — інспектор Джек Клейтон
- 1956: Битва біля Ла-Плати / The Battle of the River Plate — капітан Дов
- 1958: Дюнкерк / Dunkirk — Чарльз Форман
- 1961: Лють у затоці контрабандистів / Fury at Smugglers' Bay — Чорний Джон
- 1962: Доктор Ноу / Dr. No — M
- 1962: Мозок / The Brain — доктор Френк Ширс
- 1963: З Росії з любов'ю / From Russia With Love — M
- 1964: Голдфінгер / Goldfinger — M
- 1965: Кульова блискавка / Thunderball — M
- 1965: Будинок жахів доктора Терора / Dr. Terror's House of Horrors — Гопкінс
- 1965: Любовні пригоди Молль Флендерс / The Amorous Adventures of Moll Flanders — лендлорд
- 1967: Живеш тільки двічі / You Only Live Twice — M
- 1969: На секретній службі Її Величності / On Her Majesty's Secret Service — M
- 1971: Діаманти залишаються назавжди / Diamonds Are Forever — M
- 1973: Живи та дай померти / Live And Let Die — M
- 1974: Чоловік із золотим пістолетом / The Man With The Golden Gun — M
- 1974: Франкенштейн і чудовисько з пекла / Frankenstein and the Monster from Hell — Тармут
- 1977: Шпигун, який мене кохав / The Spy Who Loved Me — M
- 1979: Мунрейкер / Moonraker — M